# Guernica (Gemälde)
Guernica ist ein etwa 3,50 m × 7,80 m großes Gemälde (Öl auf Leinwand) von Pablo Picasso. Es entstand 1937 als Reaktion auf die Zerstörung der spanischen Stadt Guernica (baskisch Gernika) durch den Luftangriff der deutschen Legion Condor und der italienischen Corpo Truppe Volontarie, die während des Spanischen Bürgerkriegs auf Seiten Francisco Francos kämpften. Das Bild gehört zusammen mit Les Demoiselles d’Avignon zu den bekanntesten Gemälden Pablo Picassos.
Am 12. Juli 1937 wurde es zum ersten Mal auf der Weltausstellung in Paris vorgestellt. Heute befindet es sich zusammen mit einer umfangreichen Sammlung von Skizzen im Museo Reina Sofía in Madrid.

## Geschichte des Bildes

### Die Zerstörung Gernikas

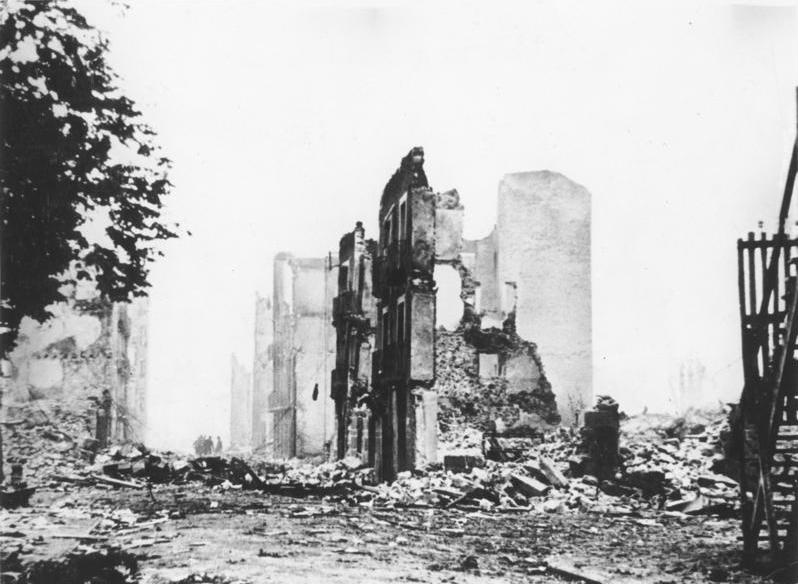
Das von der Legion Condor zerstörte Gernika

Gernika, die heilige Stadt der Basken, liegt östlich von Bilbao im Norden Spaniens. Weltweit bekannt wurde sie, als sie während des Spanischen Bürgerkriegs am 26. April 1937 von Kampfflugzeugen der deutschen Fliegerabteilung Legion Condor und der italienischen Aviazione Legionaria angegriffen wurde. Gernika war Teil des sogenannten „eisernen Gürtels“ um Bilbao und wurde während der nationalspanischen Offensive bombardiert. Nach zwei weiteren Tagen marschierten nationalspanische Truppen des Generals Aranda in Gernika ein.

### Picassos Motivation
Picasso äußerte sich zu seiner künstlerischen Haltung folgendermaßen:

„Es ist mein Wunsch, Sie daran zu erinnern, dass ich stets davon überzeugt war und noch immer davon überzeugt bin, dass ein Künstler, der mit geistigen Werten lebt und umgeht, angesichts eines Konflikts, in dem die höchsten Werte der Humanität und Zivilisation auf dem Spiel stehen, sich nicht gleichgültig verhalten kann.“

Schon 1936 hatte Picasso von der Regierung Spaniens den Auftrag bekommen, für den spanischen Pavillon der Weltausstellung 1937 in Paris ein Bild zu malen. Nach dem Angriff auf Gernika verwarf er seine ursprüngliche Bildidee Maler und Modell.
Seit 1900 stand er in Verbindung mit dem linksliberalen, antiklerikalen und anarchischen Künstler- und Literatenkreis Els Quatre Gats in Barcelona. In Paris befreundete er sich mit dem Kommunisten Paul Éluard. Zudem hielt er auch über seine Freundin Dora Maar und Künstler aus dem Pariser Surrealistenkreis Kontakt zu weiteren politisch engagierten Intellektuellen, zum Beispiel mit den Schriftstellern André Breton und Louis Aragon. Die legitime Regierung hatte wichtige Reformen in die Wege geleitet. Dazu gehörten zum Beispiel die Bodenreform, der Ausbau des Bildungsnetzes mit öffentlichen Schulen und eine generelle Liberalisierung des öffentlichen und privaten Lebens. Picasso war ein überzeugter Anhänger der Volksfront und ihrer Politik. 

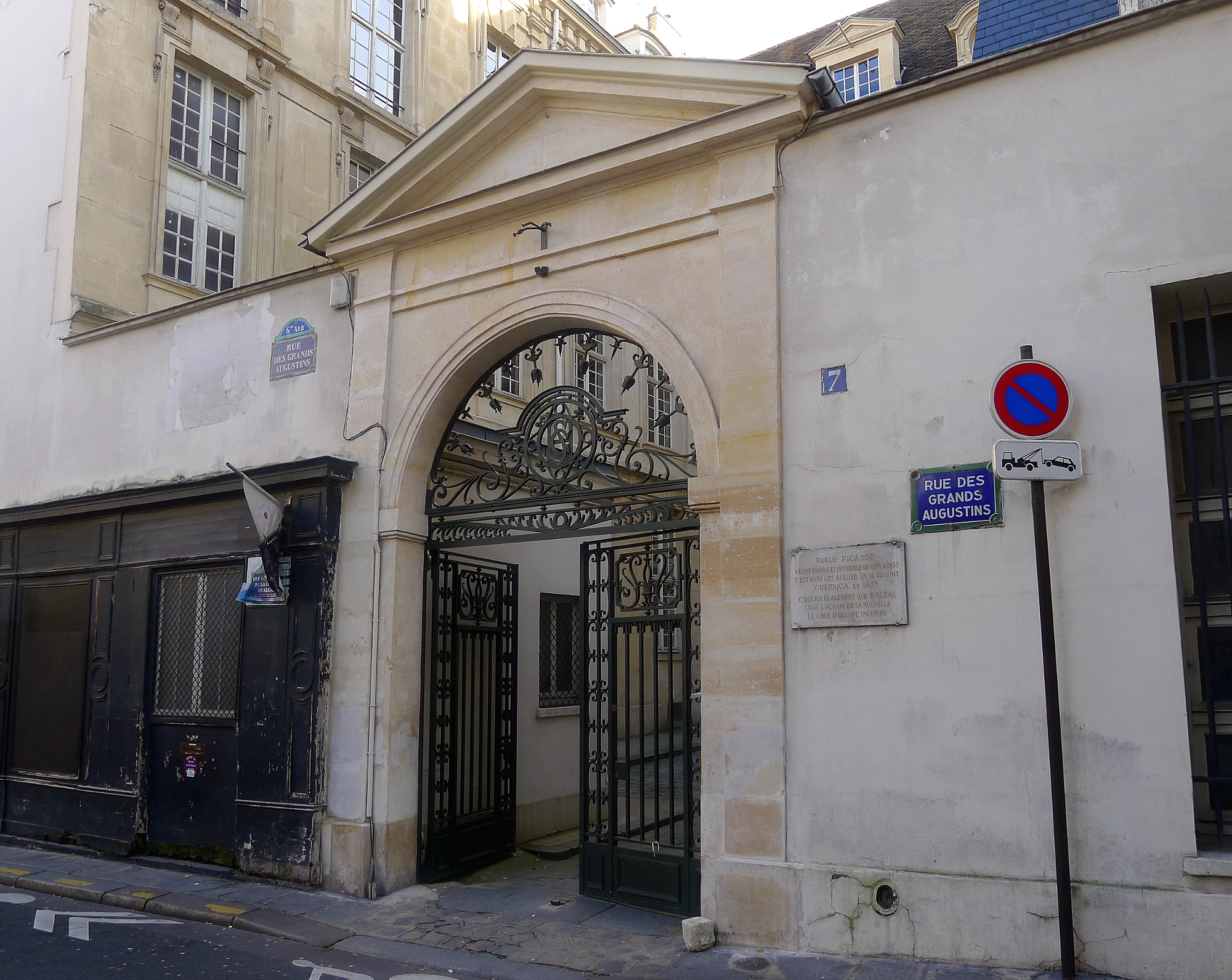
Paris VI rue des Grands-Augustins n°7 mit Gedenktafel zu Guernica

Von 1936 bis zum Kriegsende arbeitete er in der 7 Rue des Grands-Augustins. Das Atelier, in dem Guernica entstand, wurde ab 1939 auch seine Wohnung. In dem ehemaligen Hôtel de Savoie logierte schon Honoré de Balzac und in der Nachbarschaft befanden sich die Treffpunkte der Surrealisten.

### Verbleib des Bildes nach 1937
Nach dem Ende der Pariser Weltausstellung ging das Gemälde auf eine ausgedehnte Reise durch Nordeuropa und die USA. Oslo, Stockholm, Kopenhagen, London, Leeds, Liverpool und New York waren die Stationen, wo das Gemälde für die republikanische Seite im Bürgerkrieg werben sollte. Die Einnahmen aus den Eintrittsgeldern spendete Picasso einer Stiftung für die Opfer des Bürgerkriegs. Da Picasso das Bild einer zukünftigen spanischen Republik vermachte, befand sich Guernica von 1939 bis 1981 im Museum of Modern Art in New York und wurde in verschiedenen amerikanischen Museen ausgestellt. Viele Jahre hing Guernica im Museum of Modern Art neben dem Triptychon Abfahrt aus den Jahren 1932/1933 von Max Beckmann, einer frühen Vision über den heraufziehenden Faschismus. Nach dem Tod Francos und der Wiedererrichtung der Demokratie in Spanien wurde das Bild im Jahr 1981 trotz der Aufrechterhaltung der Monarchie nach Madrid gebracht. Es kam dort zunächst – hinter Panzerglas – in das nordöstlich des Prado gelegene und diesem angeschlossene Casón del Buen Retiro und befindet sich schließlich seit 1992 in den Räumen des Museo Reina Sofía. Es darf nicht mehr ausgeliehen werden, um irreparable Schäden zu vermeiden.

## Bildaufbau und Stilmittel

### Komposition des Bildes

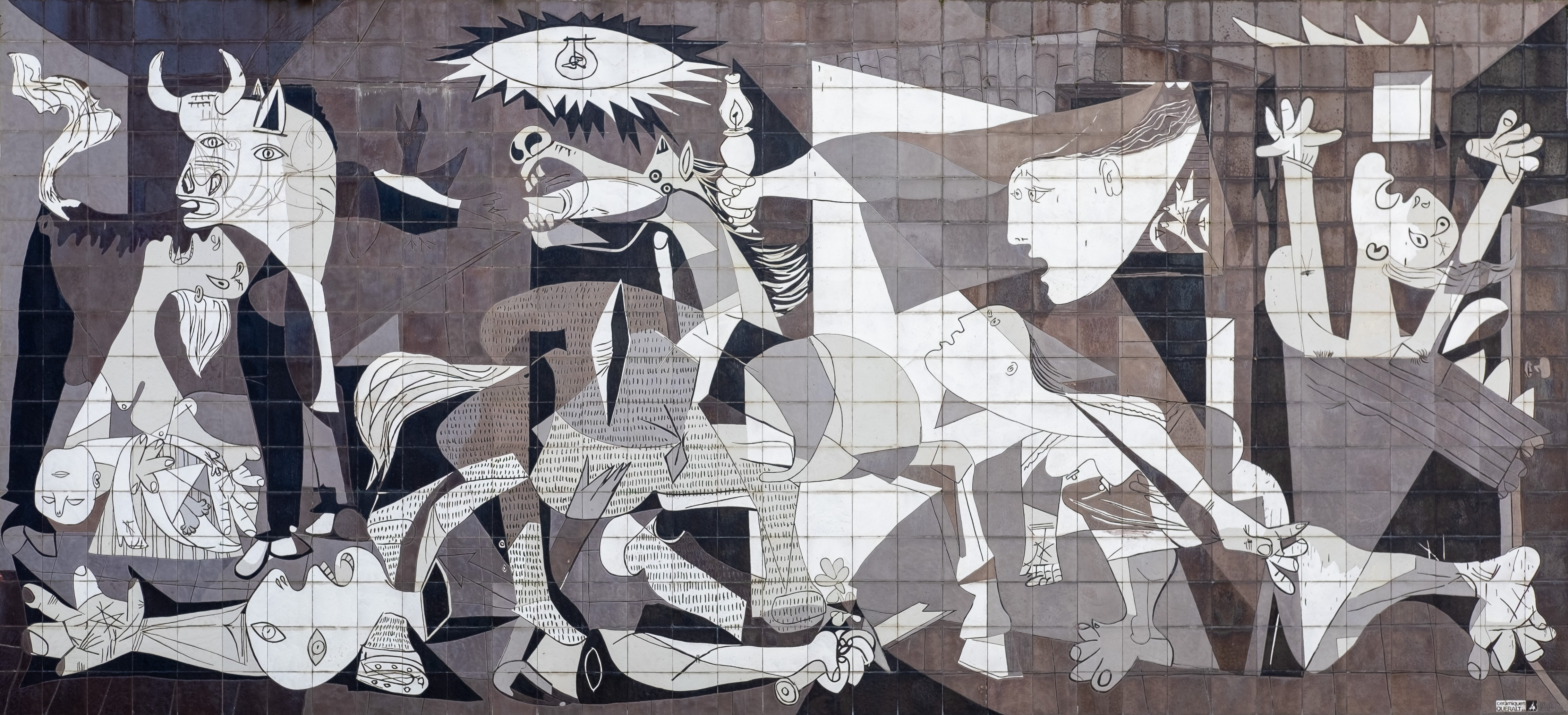
Nachbildung des Gemäldes auf Fliesen als Wandbild in Originalgröße in der Stadt Gernika

Die Komposition des Bildes erwies sich als äußerst schwierig. Die Abmessungen von {\displaystyle 3{,}49\;{\text{m}}\times 7{,}77\;{\text{m}}} waren durch den architektonischen Raum bereits bei der Planung des Pavillons festgelegt. Insgesamt musste Picasso eine Bildfläche von mehr als {\displaystyle 27\;{\text{m}}^{2}} bearbeiten. Eine weitere Schwierigkeit bestand in dem Verhältnis der Horizontalen zur Vertikalen: Die Breite misst mehr als die doppelte Höhe. Ein solches Verhältnis eignet sich besonders für eine Reihung aufrechter Bildmotive, während Picasso eine Destruktionsszene mit zusammenbrechenden Formen und liegenden Figuren schaffen wollte.
Picasso griff zur Lösung der Schwierigkeiten auf Darstellungsmittel zurück, die er bereits zu früheren Zeiten erprobt hatte. Aussagen über den für Picassos Verhältnisse langwierigen und mit erheblichen kompositionellen Veränderungen einhergehenden Entstehungsprozess des Werkes sowie die Bedeutung einzelner Motive lassen sich vor allem wegen der erhaltenen 46 Einzelstudien und der fotografischen Dokumentation von Dora Maar treffen, die acht in der Zeit vom 11. Mai bis zum 4. Juni entstandene Zustände erkennen lässt. Wichtig zum Verständnis des selbstreflexiven Gehalts ist das von Werner Spies entdeckte Vorprojekt, das auf eine Atelierszene „Maler und Modell“ als Ausgangspunkt verweist, deren Elemente und Strukturen (vor allem das Dreieck) zum Teil noch in der Endfassung wiederzufinden sind.

### Mittel der christlichen Kunst
Erst mit dem Beginn der Arbeit auf der Leinwand tauchten Motive auf, die sich an der christlichen Passionsikonografie orientierten. Vermutlich durch die Ausstellung katalanischer Kunst des 10. bis 15. Jahrhunderts im Musée du Jeu de Paume, die er selbst mitvorbereitet hatte, wurde Picassos Interesse für christliche Kunst neu geweckt. Auch ein Einfluss des Isenheimer Altars von Grünewald, mit dem sich Picasso in dieser Zeit nachweislich beschäftigt hatte, ist anzunehmen.
Folgende Merkmale des Bildes lassen eine Zuordnung zur christlichen Malerei zu: Um die friesartige Länge des Bildes zu brechen, teilte Picasso das Bild in drei Teile, wie bei einem Triptychon (Altartafeln) auf. So entstanden zwei Seitenflügel und ein größeres Mittelfeld mit dem Hauptmotiv, das bei Altären oft den Gekreuzigten zeigt. An diese Stelle brachte Picasso in einer pyramidal angeordneten Destruktionsszene, die in manchen Interpretationen mit einem antiken Giebel assoziiert wird, sein aus seiner eigenen Ikonografie schon lang verwendetes Sinnbild des absoluten Leides ein: das sterbende Pferd (Stute). Über dem Pferd fungiert die Deckenleuchte als Auge Gottes oder Auge der Vorsehung.
Das lanzettartige Wundmal des Pferdes bohrt sich in den in Fragmente auseinandergesprengten Körper des Tieres. Durch Verwendung des Pferdes der Corrida als Passionsmetapher entstand eine so genannte Sakrilisation (Heiligung) des Profanen. Ursprünglich hatte Picasso als Ersatz für den Gekreuzigten den sterbenden Krieger vorgesehen. Es blieben nur Bruchstücke der eigentlichen Figur übrig, die sich im unteren Teil des Bildes horizontal nebeneinander aufreihen, ähnlich einer Reliquie. In einigen Interpretationen werden die extrem gestreckten Arme als Predella-Motiv gedeutet, sie bilden den Sockel des Flügelaltars.
Außerhalb der Pyramidalkonstruktion mit dem dominierenden Hauptmotiv ordnen sich an den Seitenflügeln weitere Motive mit Anklang an christliche Darstellungsformen der Hierarchie unter. Auf dem linken Seitenflügel erinnert die aufschreiende Mutter mit dem toten Kind an das alte christliche Motiv der Pietà, die um den toten Sohn trauernde Maria. Auf dem rechten Seitenflügel symbolisieren sieben Flammen die Feuersbrunst, die sich damals über Guernica erstreckte. Im Christentum steht die Zahl sieben für die Apokalypse.

### Mittel des Kubismus
Ähnlich wie die Mittel der christlichen Ikonografie tauchten in der Entwicklungsgeschichte des Bildes die Elemente aus dem Kubismus erst in den letzten Zuständen der Leinwand auf. Zuvor hatte die Komposition einen stark linearen Charakter. Mit der Klärung der Komposition setzte sich dann auch immer stärker ein kubistischer Flächenplan mit Hell-Dunkel-Werten durch. Der stärkste Kontrast dieser Werte verläuft genau durch die Mitte des Bildes. Während links dieser Grenze die Szene mit Pferd, Pietà und Stier in dunklen Grauwerten gehalten ist, strahlt die rechte Hälfte mit der Feuerszene und der Lichtträgerin im Kontrast dazu förmlich.
Des Weiteren ist die collagenartige Bemusterung des facettierten Leibes des Hauptmotivs ein Hinweis, dass sich Picasso bewusst der Mittel des Kubismus bediente. Aus Berichten von Atelierbesuchen weiß man, dass er mehrfach während der Entstehung des Bildes mit Collagen experimentiert hatte, so war zum Beispiel der Körper des Pferdes zwischenzeitlich mit Zeitungsseiten bedeckt. Vor allem die Figuren Stier und Pferd erinnern stark an Picassos kubistische Phase, da sie aus verschiedenen Seitenansichten zusammengesetzt scheinen.

### Farbe oder Grisaille
Im Treppenaufgang des spanischen Pavillons befand sich ein Monumentalgemälde eines weiteren berühmten spanischen Malers: Le Faucheur (Der Schnitter oder Katalanischer Bauer) von Joan Miró, das nicht mehr erhalten ist. In seinem ursprünglichen Konzept sah Picasso eine farbige Darstellung von Guernica in einer ähnlichen Skala wie bei Miró vor. Freunde rieten bei ihren Besuchen im Studio davon ab.
Ein Grund für die Verwendung von Grisaille, also einer Technik, die statt Farben ausschließlich abgestufte Grautöne verwendet, könnte darin liegen, dass Picasso sein Gemälde der Fotodokumentation über Opfer des Bürgerkrieges mit ihren Schwarzweiß-Fotos angleichen wollte, die im zweiten Stock des Pavillons ausgestellt war. Picasso bewunderte den Film Panzerkreuzer Potemkin des russischen Regisseurs Sergei Eisenstein und wollte wie dieser die Verwüstung, die Angst, den Tod in Schwarzweiß in seinem Guernica zeigen. Ein anderer Grund könnte darin bestehen, dass er mit seinem düsteren Bild einen Gegenpol zum Konzept der Weltausstellung setzen wollte, denn gegen alle Zeichen der Zeit war das Ausstellungsgelände in fantastische Lichtkompositionen eingebunden und suggerierte eine fröhliche, friedliche, bunte Welt.

### Der architektonische Kontext

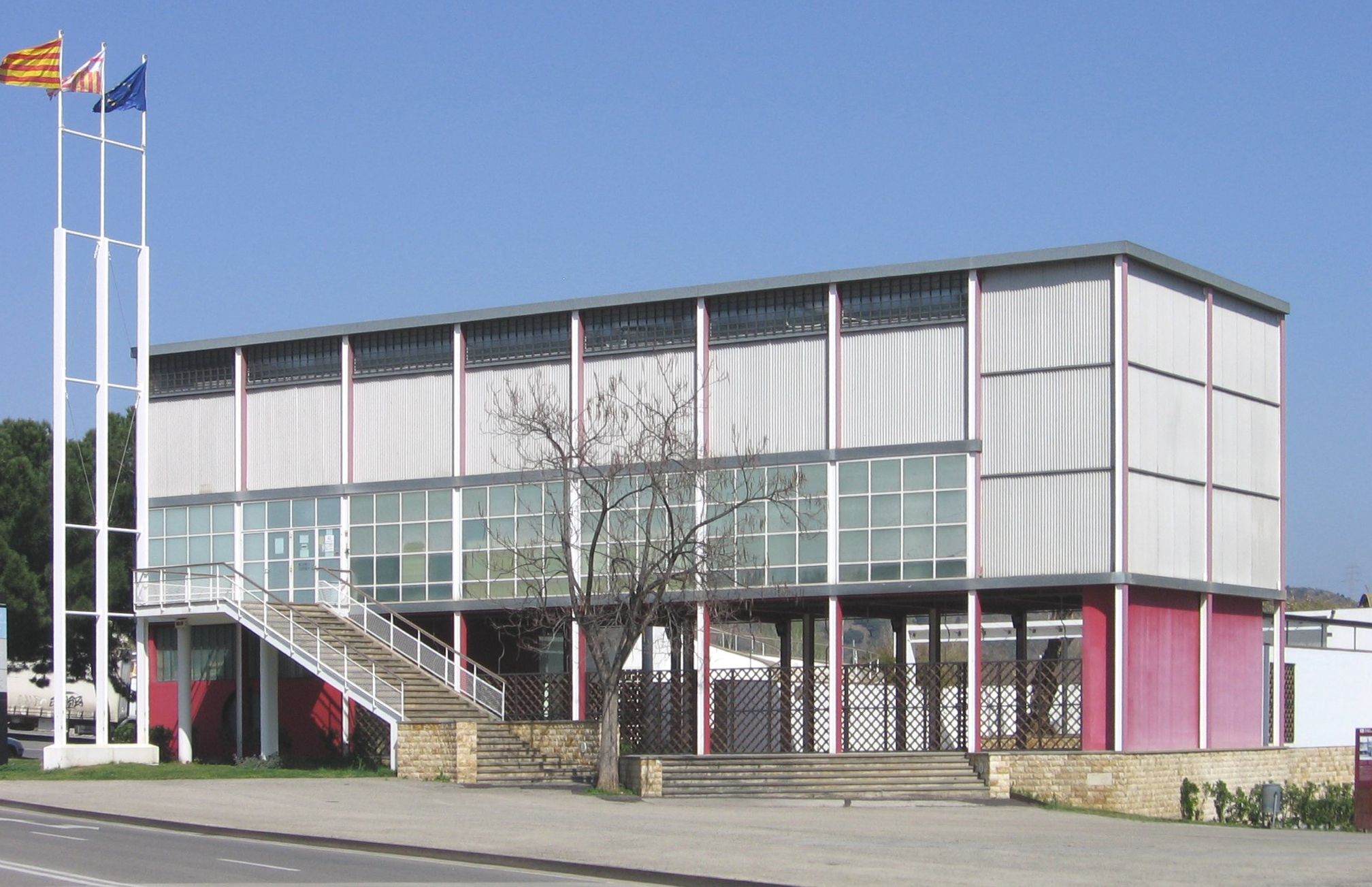
Pavillon der Republik als Replika in Barcelona

Josep Lluís Sert, ein ehemaliger Mitarbeiter von Le Corbusier, und Luis Lacasa hatten bei ihren Planungen für den spanischen Pavillon Picassos Guernica für den am besten sichtbaren Ort vorgesehen. In enger Absprache mit den Architekten entwickelte Picasso daraufhin sein Konzept für das Gemälde. Raum und Bild waren aufeinander abgestimmt.
Der Besucher betrat den Pavillon durch einen Eingang rechts des Bildes und passierte dieses in einem Abstand von etwa vier Metern, um in die große Haupthalle zu gelangen. Entgegen der üblichen westlichen Art, ein Bild von links nach rechts zu lesen, legte Picasso die Leserichtung des Bildes daher von rechts nach links, damit der Besucherweg und der Figurenweg synchron verlaufen konnten. Des Weiteren nahm er architektonische Merkmale des Ausstellungsraumes, wie das Fliesenmotiv und den Deckenstrahler, in dem Gemälde auf. Durch die Anwendung dieser Mittel bekam das Bild die Wirkung eines Bühnenraumes und der Betrachter wurde so in das Geschehen integriert.
1992 entstand im Zusammenhang mit den Olympischen Spielen in Barcelona ein Nachbau des Spanischen Pavillons in der Avenida del Cardenal Vidal i Barraquer. Auch Guernica wurde an selber Stelle wie zu der Ausstellung als Kopie platziert.

## Bildinhalte

### Figuren aus Picassos eigener Ikonografie

#### Das Pferd
Das Pferd ist, wie bereits erwähnt, ein bei Picasso häufig anzutreffendes Sinnbild für das absolute Leid. Es taucht immer wieder bei seinen Darstellungen der Stierkampf (Corrida) sowie auch in der Minotauromachie auf. Ungewöhnlich ist dabei, dass gegenüber dem üblicheren Kampf in der Arena die Kontrahenten Pferd und Stier und nicht Mensch und Stier sind. Das Pferd ist immer das Opfer, der Stier weidet in oraler Gier die Stute aus, ein verschlüsselter sexueller Akt. In der Minotauromachie taucht zusätzlich eine Torera im Geschehen auf. Bei Guernica ist jedoch fraglich, ob eine sexuelle Komponente versteckt ist, denn gegenüber den üblichen Corrida-Darstellungen agieren Stier und Stute nicht miteinander. Sie könnten ihr eigenes Bedeutungsspektrum haben. In vielen Interpretationen wird die Stute als das Sinnbild für die Frauen von Guernica gesehen, die den Großteil des Leides ertragen mussten. Von einer „Leidenssymbiose“ der Stute und des Stieres, die beide sowohl als Repräsentationsfiguren des Künstlers als auch der Mächte, mit denen er ringe, anzusehen seien, sprechen dagegen Becht-Jördens und Wehmeier.
Die Stute ist das dominierende Hauptmotiv. Die zentrale Stelle im Bild, die im traditionellen Triptychon Christus zugekommen wäre, ihr plastisch, collagenartig durchgestalteter facettierter Körper, der von der Fläche gelöst ist, alle diese Mittel sorgen dafür, dass das Interesse des Betrachters vor allem dieser Figur gilt.

#### Der Stier
Der Stier ist weitaus schwieriger zu deuten. Picasso hatte sich Jahre zuvor mit Freudscher Psychoanalyse beschäftigt. Der Stier beziehungsweise der Minotaurus verkörpert für ihn vieles: die Kraft, welche die Grenzen des Irrationalen sprengt, Aufsässigkeit, Revolution, Triebhaftigkeit oder Brutalität. Entgegen der Stute ist er nicht eindeutig als positive beziehungsweise negative Figur zu werten. Von Picasso wurde er auch wegen seines menschlichen Wesens, der Vitalität und seiner Männlichkeit verehrt. Picasso selbst lieferte fast keine Deutung. Er soll auf die Deutung angesprochen nur erklärt haben, dass der Stier die Brutalität bedeute, das Pferd das Volk.
In manchen Interpretationen wird der Stier als Symbol für Franco, beziehungsweise den Faschismus gesehen, da er steif und unversehrt abseits von allem steht. Andere wiederum sehen, wie in dem Radierzyklus Traum und Lüge Francos den Stier als die Verkörperung der Lebenskräfte Spaniens. Das Böse sei in Guernica nicht mehr personalisiert. Wiederum andere kommen auf Grund der Vorzeichnungen – dort hatte der Stier einen menschlichen Kopf mit Picassos Gesichtszügen – zum Schluss, der Stier mit dem brennenden Schwanz stehe für den wütenden und erregten Picasso.

#### Die Lichtträgerin

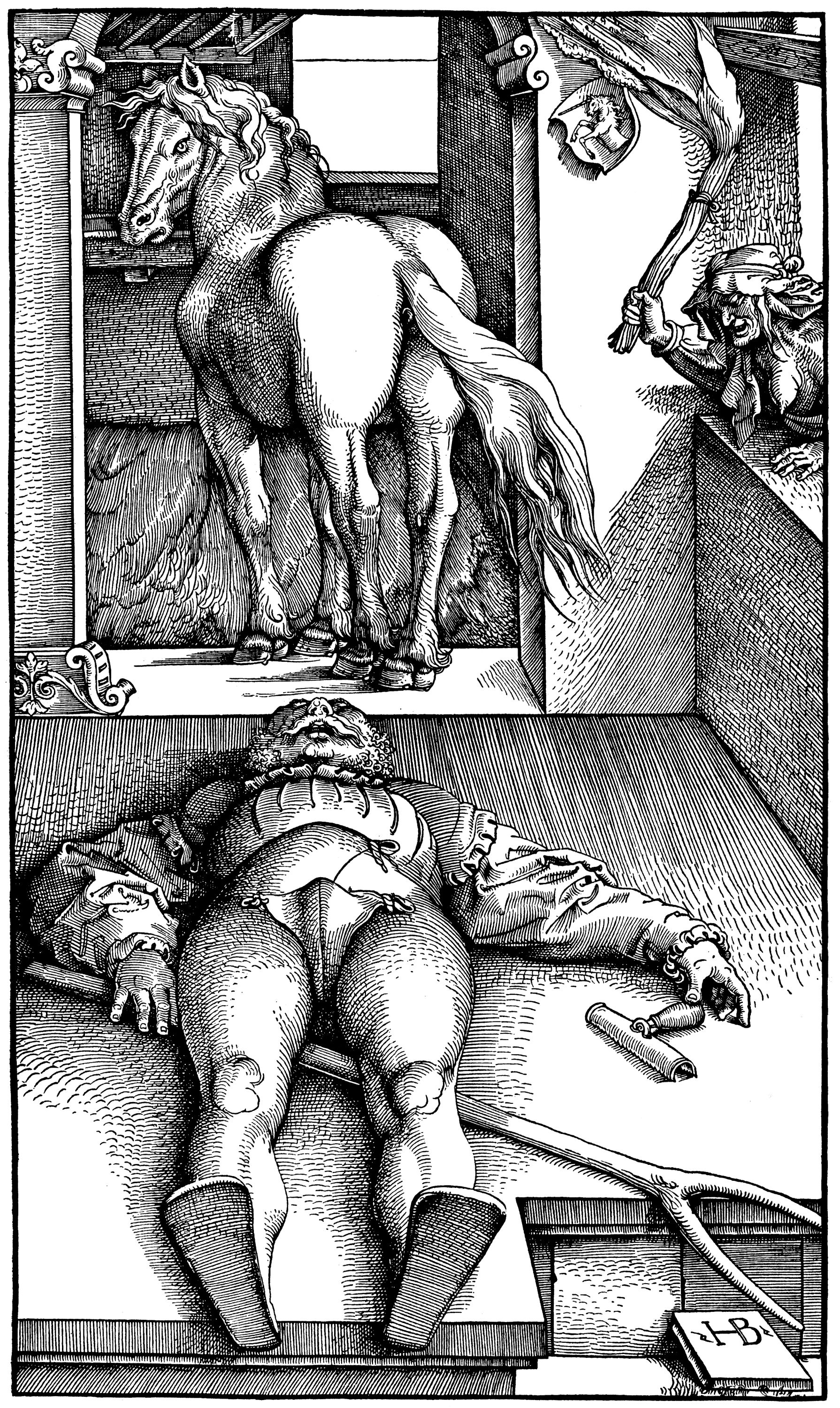
Der behexte Stallknecht von Hans Baldung Grien (ca. 1534)

Nach Meinung der Organisatoren der Berliner Guernica-Dokumentation von 1975 ist die Lichtträgerin eine traditionsreiche allegorische Figur, die für Aufklärung, aber auch für die politische Befreiung steht – ein vergleichbares Motiv zeigt sich in der New Yorker Freiheitsstatue. Kritiker bemängeln an dieser Theorie, dass in den vorangegangenen Arbeiten Picassos diese Interpretation nicht anwendbar ist. In der Radierung Minotauromachie von 1935 ist die Lichtträgerin ein unschuldiges, jungfräuliches Wesen, das die brutale Szene von seelischer und körperlicher Zerstörung erhellt. Sie trägt dabei die Gesichtszüge der Marie-Thérèse Walter, der damals jungen Geliebten Picassos. Man könnte also auch davon ausgehen, dass die Figur nicht aus Bildern eines allgemeinen kulturellen Gedächtnisses stammt, sondern sich aus ganz persönlichen Bedeutungszusammenhängen des Künstlers zusammensetzt. Andererseits taucht eine sehr ähnliche Lichtträgerin – ebenso wie andere wichtige motivische Elemente – in Hans Baldung Griens Holzschnitt Der behexte Stallknecht auf. Auch dort lehnt sich eine Frauenfigur mit einer Fackel in der Hand durch ein Fenster in den Raum hinein, sodass man vermuten könnte, Picasso habe sich von dem Holzschnitt inspirieren lassen.
Eine andere Theorie besagt, dass die Lichtträgerin die Weltöffentlichkeit symbolisiert, die fassungslos auf die Geschehnisse in Spanien sah. Der Zusammenhang mit der Weltausstellung, in dem das Bild steht, spricht für diese Deutung. Im Gegensatz zu vielen der anderen Motive war diese Figur von Beginn an im Bildkonzept angelegt. Der zur ausgestreckten Hand gehörige, tropfenförmige Kopf zeigt einen klagenden Gesichtsausdruck und kann als Bildzitat auf das surrealistische Gemälde Le Sommeil (Der Schlaf) von Salvador Dalí aus demselben Jahr betrachtet werden.

#### Der Krieger

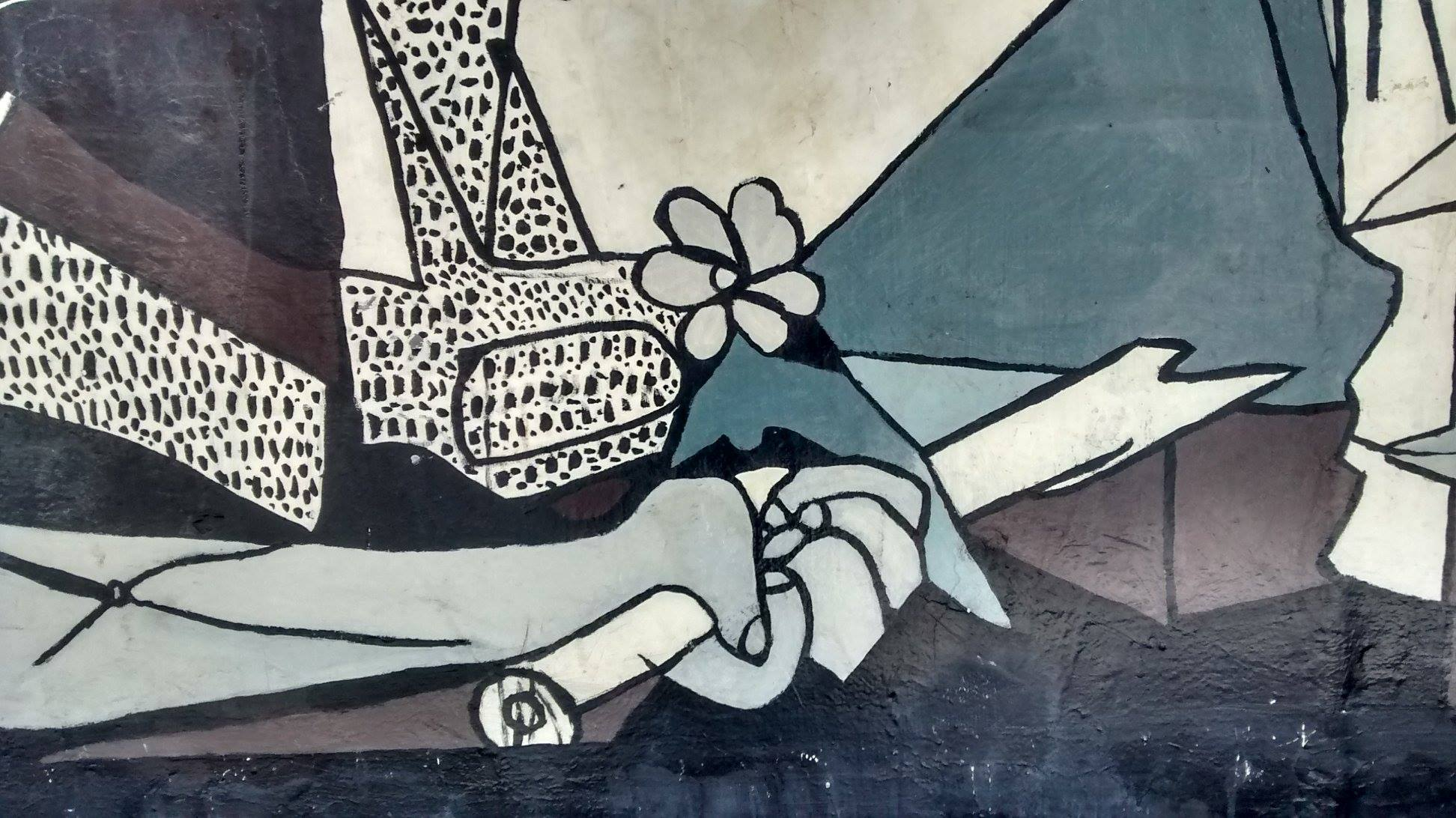
Detail aus Wandbild in Santiago de Chile

Der Krieger hält das zerbrochene Schwert in der rechten Hand, während in seiner geöffneten Linken die Zeichnung der Schicksalslinien stark hervortritt. Ursprünglich sollte der gefallene Krieger mit erhobener Faust mit Ähren die zentrale Figur des Bildes werden. Er sollte mit seiner Haltung für den ungebrochenen Widerstand des freien Spanien stehen und Hoffnung verkünden. Im Laufe der Arbeiten auf der Leinwand zerfällt die Figur in Körperfragmente und verliert ihre ursprünglich zugedachte Rolle. Grund dafür könnten die Maiereignisse in Barcelona vom Mai 1937 sein, als Stalinisten gegen die freiheitliche Linke zur Waffe griffen, und damit ein Bürgerkrieg im Bürgerkrieg stattfand. Es könnte aber auch das Gebot der Weltausstellung, politische Stellungnahmen zu unterlassen, gewesen sein, das Picasso zwang, sein Konzept zu ändern. Vielleicht war er aber auch zum Schluss gekommen, dass die Aussagekraft von Schmerz und Qual stärker als die von Protest den Betrachter emotional ergreifen könnte.

### „Reale“ Figuren
Die Motivgruppe, die das reale Geschehen symbolisiert, wird erst spät im Bild hinzugefügt.
Die nicht anatomisch korrekte Darstellung dient einer Überakzentuierung wichtiger Körperteile. Zusätzlich dienen die Gesichter als Ausdrucksträger. Vorbilder für die Repräsentanten des Leides könnten Bilder gewesen sein, die Picasso als Dreijähriger während des Erdbebens von Málaga 1884 wahrgenommen hatte. Damals erlitt er ein lebenslanges schweres Trauma, das bei jedem plötzlichen Knall zum Vorschein kam.

#### Mutter mit totem Kind (Pietà)

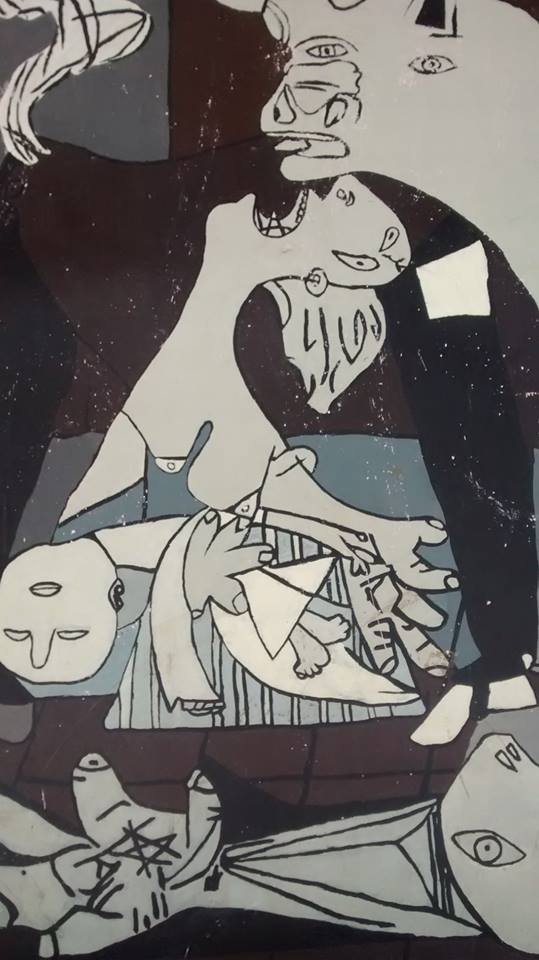
Detail aus Wandbild in Santiago de Chile

Diese Figur erinnert an die christliche Darstellung der trauernden Maria, der Mutter Jesu. Sie steht für den Verlust von nahen Angehörigen, den in der Bombennacht die ganze Bevölkerung Guernicas erleiden musste, als das Leben eines Großteils ihrer Familien ausgelöscht wurde.

#### Fliehende Frau
Auf der rechten Seite des Bildes tobt eine Feuersbrunst, symbolisiert durch sieben Flammen. Die Fliehende tritt aus den brennenden Häusern heraus und in den von der Lichtträgerin erzeugten Lichtkegel. Passend zur Figur legt Picasso den Akzent auf ihren Bewegungsapparat. Das unproportional vergrößerte rechte Bein scheint sie wie ein Gewicht daran zu hindern, dem Tod zu entkommen. Diese Figur könnte für Todesangst stehen.

#### Brennende Frau
Konträr dazu verhält sich die in den Häusern verbrennende Frau. Ihr Kopf erscheint stark vergrößert, der restliche Körper wird optisch zurückgestuft. Wie auch bei der Fliehenden Frau ist bei der Brennenden Frau die Physiognomie der zentrale Ausdrucksträger. Diese Figur steht für die Opfer und deren Tod, die der Angriff verursachte.

#### Deckenleuchte
Die Deckenleuchte befindet sich an der Position im Bild, an der ursprünglich ein Sonnenmotiv mit Strahlenkranz die Faust des gestreckten Armes des Kriegers umfasste. Mit der Veränderung der Rolle des Kriegers wurde aus dem Sonnenmotiv ein Innenraumrequisit, wie der Tisch auf der linken Seite des Bildes. Dadurch bekam das Bild einen verstärkten Bühnenbildcharakter. Die Deckenleuchte ist als einziges Objekt unserer Zeit zuzuordnen (elektrisches Licht). Sie ersetzt das Licht der Altarbilder mit seinem Heilsaspekt durch ein „reales“ Licht (statt des Geistauges als großes Auge Gottes). In manchen Interpretationen wird sie daher als die Darstellung einer heillosen Welt ohne christliche Erlösung gesehen. Sie deutet auf die von Flugzeugen abgeworfenen Bomben, worauf auch das im Spanischen offensichtliche Wortspiel „la bombilla/la bomba“ (bombilla=Glühbirne) hinweist. Analog zu dem Vorhang in der Renaissance-Malerei kann die Leuchte auch als ein Symbol für die Aufklärungskraft der Künste verstanden werden.

#### Olivenzweig
Der Olivenzweig wächst aus der Faust des Kriegers. Es ist das einzige verbliebene Symbol der Hoffnung, der Krieg möge bald ein Ende nehmen.

#### Speer
Der Speer dringt von oben rechts vom Wundmal in das Pferd ein. Er könnte daher für die Bomben stehen, die den Tod „von oben“ brachten.

#### Vogel
Der Vogel ist eine Figur aus dem allgemeinen kulturellen Gedächtnis. Er könnte für die alte griechische Legende des Phönix stehen oder für die aus der biblischen Tradition kommende Friedenstaube.
In Form der sterbenden Taube könnte sie nicht für Frieden, sondern für die Vernichtung, den Tod, den Friedensbruch stehen.

## Neue Sicht auf die Rolle der Kunst angesichts von Krieg und Gewalt

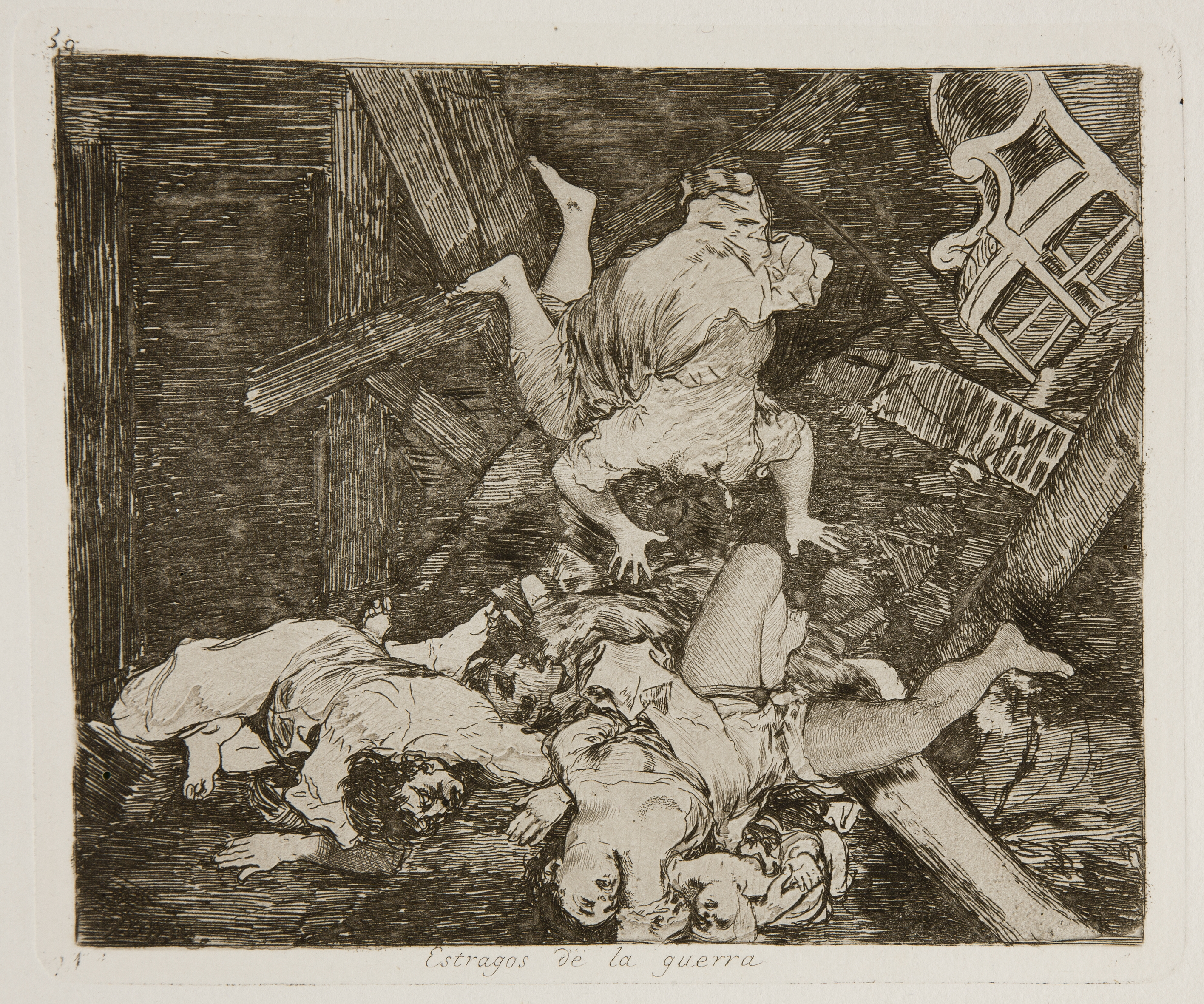
Goya: Verwüstungen des Krieges (1810er-Jahre)

Mit der französischen Revolution und ihren gesellschaftlichen Veränderungen änderte sich auch das Blickfeld der Kunst. Waren bis dahin Künstler Angestellte des Adels oder des Klerus, mussten nun viele unter teilweise erbärmlichen Verhältnissen ihr Leben fristen. Dies führte zu einer Ausweitung in der Thematik der Kriegsdarstellungen. Während die traditionelle Malerei oft den Krieg als ein gesellschaftliches Spiel mit fair behandelten Verlierern inszenierte, standen nun auch die Opfer im Fokus der Aufmerksamkeit. Ähnlich wie Goyas Desastres de la Guerra ging auch Picasso diesen Weg: In seinem Bild gibt es keinen Held, keinen Sieg des Guten, keine Täter, dafür aber die Apokalypse mit all ihren Grausamkeiten.
Das Bild ergreift Partei und beklagt das durch den Krieg hervorgerufene Leid. Das Besondere dabei ist, dass Picasso die Geschehnisse nicht dokumentiert, sondern verallgemeinert und durch ihre „Ausdrucksfigurationen“ (Imdahl) einer emotionalen Verarbeitung erst zugänglich macht. Die Kunst ermöglicht so, die sprachlose Ohnmacht angesichts des Entsetzlichen zu überwinden. Das ist ihre Erlösungsfunktion, auf die die christliche Ikonographie hinweist. Guernica ist daher weit mehr als ein Antikriegsbild, erst recht mehr als politische Propagandakunst, es ist – „im Gewande einer Historienmalerei“ – ein „kunsttheoretisches Atelierbildnis“ und als solches nichts Geringeres als eine „Ars Poetica der bildenden Kunst“ (Becht-Jördens, Wehmeier).
Guernica wurde vielfach von anderen bildenden Künstlern zitiert. Elemente aus dem Bild stehen in Graffiti, Plakaten oder Skulpturen für die Grausamkeit moderner Kriege.

## Rezeption

Das Heft 1–3 aus dem Jahr 1937 enthält auf 14 Seiten Songe et Mensonge de Franco von Pablo Picasso und eine Würdigung von Guernica

Die zeitgenössische Presse lehnte Guernica weitgehend ab. Eine bedeutende Ausnahme machte die angesehene Kunstzeitschrift Cahiers d’Art, die Picasso eine Doppelnummer widmete.
Paul Éluard, mit dem Picasso eng befreundet war, schrieb 1938 das Gedicht Der Sieg von Guernica, in dem er Motive des Bildes aufgriff. Éluard arbeitete auch mit Alain Resnais zusammen, um 1950 seine dreizehnminütige filmische Kurzdokumentation Guernica herzustellen.
Eine Revue Lyrique – Guernica 1937 des französischen Regisseurs und Lyrikers Jean Mailland und Anna Prucnal versucht in Anlehnung an Picasso die Erinnerung an das Massaker wachzuhalten. Guernica hatte erheblichen Einfluss auf den abstrakten Expressionismus bei Künstlern wie Pollock oder Motherwell.
Michel Leiris formuliert ein poetisches Bild des Gemäldes:

„Guernica ist die in ein möbiliertes Zimmer verwandelte Welt … und die Schwarz-Weiß-Gerüche dieser sterbenden Welt … drohen, unser aller Leben zu repräsentieren.“

Der spanische Maler Antonio Saura veröffentlichte ein Pamphlet Gegen das Guernica zum Transport des Gemäldes von New York nach Madrid. Jeder Absatz beginnt mit „Ich hasse das Guernica“, „Ich verabscheue das Guernica“, „Ich verachte das Guernica“. Ein Zerrspiegel, der auf die kultische Verehrung des Bildes Licht wirft. „Ich hasse das Guernica, weil es die Reliquie einer verratenen Welt ist.“ – „Ich verachte das Guernica, weil es demonstriert, daß einige Maler denken, wo es doch wohlbekannt ist, daß Maler nicht denken, sondern malen sollen.“

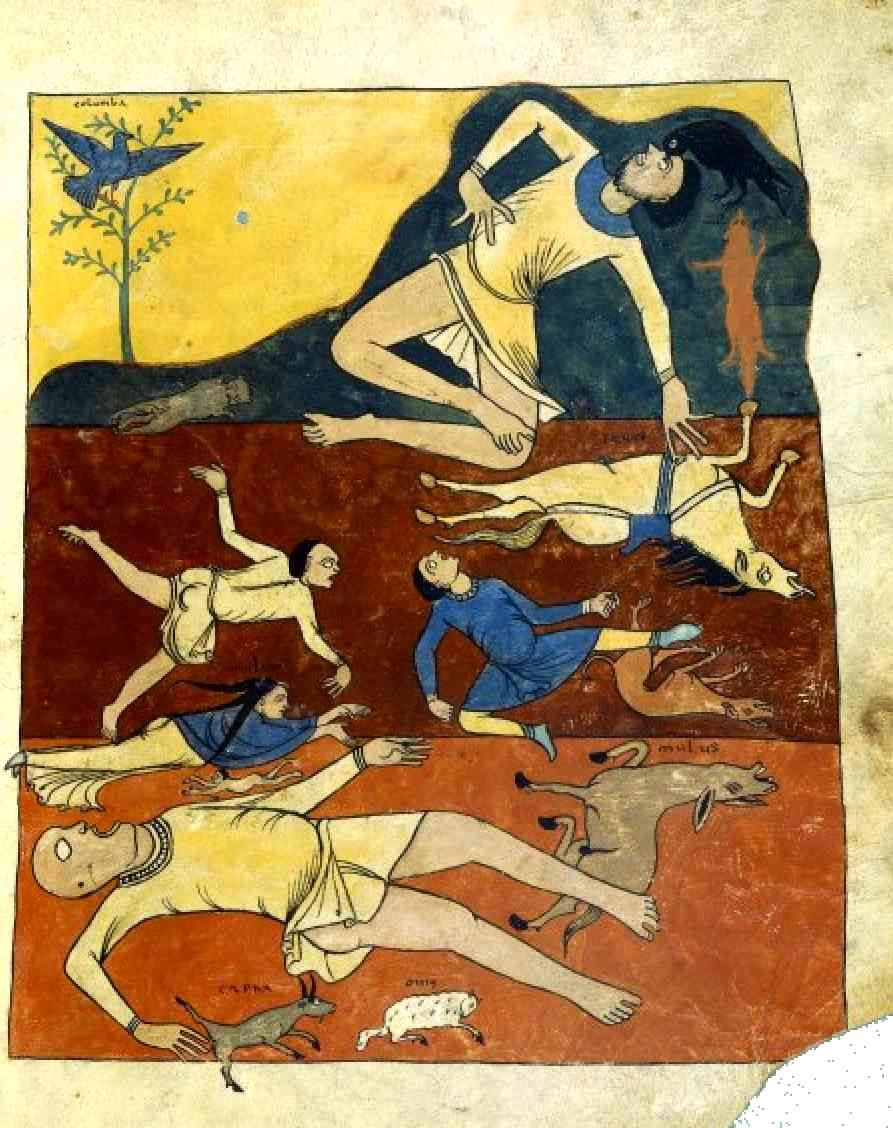
Beatus-Tafel. Apokalypse von Saint-Sever etwa 1150

Peter Weiss beschreibt in seiner Ästhetik des Widerstands die Apokalypse von Saint-Sever als eine der Wurzeln in Picassos Guernica: Die Miniatur des Beatus, aus dem elften Jahrhundert, wies die von Picasso verwendeten Bestandteile der Komposition in einer noch unverstellten Landschaft auf.
Der protestantische Theologe und Philosoph Paul Tillich hielt eine Lobrede auf Guernica. Er hat es ein großes protestantisches Kunstwerk genannt: Es betont, dass der Mensch endlich, dem Tode unterworfen ist; vor allem aber, dass er seinem wahren Sein entfremdet ist und beherrscht wird von dämonischen Kräften, Kräften der Selbstzerstörung.
Einen Zusammenhang zwischen Guernica und dem Hollywoodfilm A Farewell to Arms (deutsch: In einem anderen Land) von Frank Borzage stellt José Luis Alcaine her. Seine profunde Kenntnis der Filmgeschichte ermöglichte ihm eine Reihe von Übereinstimmungen zwischen Picassos Kunstwerk und zahlreichen Einstellungen, die in einer Sequenz zu sehen sind, nachzuweisen. Das Drehbuch zu In einem anderen Land basierte auf dem gleichnamigen Roman von Ernest Hemingway, mit dem Picasso befreundet war. Alcaine ist sich sicher, dass Picasso damals den Film gesehen hat. Der Antikriegsfilm ist in Paris 1933 angelaufen und im Jahr 1937, als er Guernica malte, dort noch immer in den Kinos gezeigt worden. Gernika wurde bei Tage zerstört. Dagegen zeigt das Gemälde eine nächtliche Szenerie wie auch die Sequenz in dem Borzage-Film. Die Leserichtung bei Guernica findet von rechts nach links statt, ebenso wie die Bewegungen im Film ablaufen.
1944 ereignete sich in dem Pariser Atelier Picassos in der Rue des Grands Augustins ein Dialog zwischen dem Künstler und einem deutschen Soldaten. Der Soldat erblickte eine verkleinerte Reproduktion der Guernica und fragte: „Haben Sie das gemacht?“ Picasso antwortete: „Nein, Sie!“ Diese Szene griff Simon Schama in der TV-Dokumentation Power of Art - Part 3 von 2007 auf.
1955/56 wurde Guernica auf einer vielbeachteten und diskutierten Picasso-Ausstellung in München, Köln und Hamburg das erste und einzige Mal in Deutschland gezeigt.

### Rezeption in der Musik
- Der Komponist Paul Dessau komponierte 1937 ein knapp 6-minütiges Stück für Klavier solo mit dem Titel Guernica (nach Picasso) dem das Bild als Vorlage diente. Das Werk basiert auf einer Zwölftonreihe und ist René Leibowitz gewidmet.[25]
- Der auf Bildvertonungen spezialisierte Komponist Walter Steffens schrieb Guernica. Elegie für Bratsche und Orchester, op. 31, Uraufführung 1979.[26]

## Zensur und Instrumentalisierung des Bildes
Eine Kopie des Bildes in Form eines Wandteppichs, gestiftet 1985 von Nelson Rockefeller, hing 30 Jahre lang bis Februar 2021 im Vorraum zum Sitzungssaal des UN-Sicherheitsrats im Hauptgebäude der UNO in New York City. Es wurde am 4. Februar 2003 auf Wunsch der US-Regierung mit der blauen Fahne des Sicherheitsrates verhängt. Anlass dazu war eine am Folgetag angesetzte Präsentation Colin Powells, damals Außenminister der USA, die Bestrebungen des Irak unter Saddam Hussein nach Massenvernichtungsmitteln beweisen sollte. Damit sollte die Zustimmung des Sicherheitsrats und der Weltöffentlichkeit zum Irakkrieg erreicht werden. Diplomaten erklärten auf Nachfragen von US-Medien, die Verhängung des Bildes sei mit Rücksicht auf die öffentliche Übertragung der Sicherheitsratssitzung erfolgt.
Die Berliner Zeitung kommentierte diesen Vorgang wie folgt:

„Wovon zeugt diese kleine Szene aus der großen Wirklichkeit? Zeugt sie vom Altbekannten – von der Schwachheit der Kunst, ihrem Narren- und Luxusdasein? Die Politik, das Kapital, die öffentliche Moral, sie schmücken sich mit ihr und veredeln ihre Räume und Absichten – aber nur solange und wie es ihnen beliebt. Oder zeugt sie nicht ganz im Gegenteil von der Kraft, die von Bildern ausgehen kann, und vor der man offensichtlich Angst hat?
Kunst kann sehr wohl die Wirklichkeit in den Köpfen verändern, und um das Denken in den Köpfen der Kriegsgegner zu verändern, war Colin Powell ja gekommen. So stand am Mittwoch in New York Bild gegen Bild: Im Sicherheitsrat die Dia-Schau des CIA, fotografiert aus jener Vogelperspektive, aus der bald auch die Bomben fallen werden – und unten im Foyer die Froschperspektive der Opfer, eine Erinnerung an den schockierenden ersten Bombenangriff auf eine europäische Stadt. Dass man Picassos Bild verhängen musste, belegt nur, dass man die Kraft der Spionageaufnahmen gefährdet sah. Offenkundig traut man den eigenen Bildern doch nicht so ganz. Das Wandbild und das Satellitenfoto treten so in unmittelbare Konkurrenz. Man erinnert sich aus dem ersten Golfkrieg noch an die Aufnahmen mit dem Vermerk ‚Zensiert von der US-Zensur‘. Nun hat mit dem blauen Tuch über ‚Guernica‘ zwar nicht der nächste Golfkrieg, wohl aber die nächste Zensur schon begonnen.“

Die Frankfurter Allgemeine Zeitung urteilte:

„Im Vorkrieg der Medien fürchten Politiker noch immer die Macht von Bildern, die sich ihrer Kontrolle entziehen ... Es sei, so ein Diplomat, kein ‚angemessener Hintergrund‘, wenn Powell oder der Botschafter der Vereinigten Staaten bei den Vereinten Nationen, John Negroponte, über Krieg redeten und dabei von schreienden Frauen, Kindern und Tieren umgeben seien, die das durch Bombardements verursachte Leid zeigten.
Die Entscheidung, Picassos bildhaften Aufschrei […] zu verhüllen, ist ein symbolischer Akt. Er beschädigt nicht nur die Erinnerung, die Picassos Ereignisbild beschwört, er beschädigt auch die menschliche Gabe, im klaren Bewußtsein der Leiden und im Angesicht der Opfer – seien sie auch nur gemalt – über Krieg oder Frieden zu streiten.“

Die Urenkelin von Henri Matisse, Sophie Matisse, stellte 2003 Final Guernica fertig, ein Duplikat in fast identischer Leinwandgröße des Monumentalgemäldes, das allerdings nicht in Grau-Blau-Schwarz wie das Original in Madrid gehalten ist, sondern in bunten Farben.
1990 erschien eine Bundeswehr-Anzeige, in der Picassos Anti-Kriegsbild gezeigt wurde. Darunter stand „Feindbilder sind die Väter des Krieges.“ Damit wurde ein Zusammenhang hergestellt zwischen dem Picasso-Bild und Feindbildern. Die Rolle Deutschlands wurde in der Anzeige nicht thematisiert. Der Oberbürgermeister von Pforzheim, einer Partnerstadt Gernikas, Joachim Becker, beschwerte sich bei Verteidigungsminister Gerhard Stoltenberg über die „völlig verfälschende Weise“, in der das Bild missbraucht werde und äußerte schriftlich seine „zutiefst empfundene Empörung“. Günter Grass veröffentlichte in der ZEIT unter dem Titel „Das geschändete Bild“ einen Aufruf an Richard von Weizsäcker mit der Bitte, den Bundesverteidigungsminister aufzufordern, sich bei den Bürgern der Stadt Guernica zu entschuldigen. Beide Initiativen blieben folgenlos. Wie daraufhin der Informations- und Pressestab des Bundesministeriums der Verteidigung (BMVg) mitteilte, handelte es sich bei der Verknüpfung des Bildes mit dem Ausdruck Feindbild um eine Fehlinterpretation. Vielmehr symbolisiere das Bild in der Werbeaktion das Motiv Krieg, welches als Substantiv ebenfalls im Werbetext vorkommt.

## Zustand
Der Zustand des Bildes ist äußerst bedenklich. Durch häufiges Einrollen, Transportieren und Aufspannen hat die Struktur des Bildes derart gelitten, dass man es heute unterlässt, es im Museum umzuhängen, geschweige denn, es zu verleihen.
Am 28. Februar 1974 sprühte der spätere Kunsthändler, Galerist und Künstler Tony Shafrazi mit roter Farbe „KILL LIES ALL“ auf das Bild, die Farbe konnte jedoch vergleichsweise leicht entfernt werden.
In den 1980er Jahren versuchte man, mit einer wachsartigen Schicht auf der Rückseite die Struktur zu stärken, aber das zusätzliche Gewicht bewirkte das Gegenteil. Zum 75. Jahrestag der Fertigstellung im Jahr 2012 überprüfte ein Roboter den Zustand des Gemäldes.